# Cayetano Valdés
Cayetano Valdés y Flores Bazán y Peón (ur. 28 września 1767 w Sewilli, zm., 6 lutego 1835 w San Fernando) – dowódca Real Armada Española (Hiszpańskiej Floty Wojennej), odkrywca. Brał udział w wojnach rewolucyjnej Francji oraz w wojnach napoleońskich. Walczył w nich w stopniu kapitana generała. W różnych okresach reprezentował odmienne strony konfliktu, w zależności od zaangażowania Hiszpanii. Brał udział w dużej liczbie bitew morskich, m.in. w wielkim oblężeniu Gibraltaru, bitwie koło Przylądka św. Wincentego oraz w bitwie pod Trafalgarem. Był odkrywcą, którego wyprawy wniosły duży wkład w poznanie Wybrzeża Północno-Zachodniego.
W 1791 Cayetano Valdés otrzymał zadanie zbadania północno-zachodniego wybrzeża Ameryki Północnej. Ekspedycja badawcza rozpoczęła się 8 marca 1792. Dowodząc szkunerem Mexicana, wspólnie z Dionisio Alcalá Galiano, poprowadził wyprawę morską, której dokonaniem było opłynięcie wyspy Vancouver. W eksploracji wziął udział również George Vancouver, który dołączył do wyprawy dwa miesiące później. Ekspedycja, która zakończyła się 31 sierpnia 1792, dostarczyła wielu cennych informacji na temat geografii północno-zachodniego wybrzeża Ameryki Północnej, tubylców i ich kultury, jak również rozmieszczenia surowców naturalnych.
Podczas swojej długiej kariery osiągnął najwyższe stopnie w Armada Española, otrzymując tytuł kapitana generała Kadyksu oraz kapitana generała Hiszpańskiej Floty Wojennej.